# Ny Wiffertsholm
Ny Wiffertsholm er udskilt fra Gammel Wiffertsholm i 1839 og er nu en avlsgård under Wiffertsholm Gods. Gården ligger i Solbjerg Sogn, Hellum Herred, Ålborg Amt, Skørping Kommune.
Ny Wiffertsholm er på 278 hektar.

## Ejere af Ny Wiffertsholm
- (1839-1851) Jens Lauridsen Svanholm
- (1851-1875) Anders Jensen Svanholm
- (1875-1887) Slægten Svanholm
- (1887) Kreditforeningen I Viborg
- (1887-1899) N. Svanholm
- (1899-1910) Jens Kraft Jacob Sophus Dinesen
- (1910-1932) Axel Wilhelm Dinesen (stedsøn)
- (1932-1950) Ida van Deurs gift Dinesen
- (1950-1985) Birthe Alvilde Axelsdatter Dinesen gift Lindegaard
- (1985-) Birthe Alvilde Axelsdatter Dinesen gift Lindegaard / Flemming Christian Ramshart Lindegaard